# The Best of 1980-1990
Pour les articles homonymes, voir Best of.
Albums de U2
Pop
(1997) The Million Dollar Hotel
(2000)
Singles
1. Sweetest Thing
Sortie : 19 octobre 1998

The Best of 1980-1990 est la première compilation du groupe de rock irlandais U2 sorti le 2 novembre 1998 sous le label Island Records. Cette compilation de 62 minutes environ, compte 14 chansons connues du groupe des années 80, plus une quinzième cachée : October de l'album éponyme paru en 1981. Un single est inclus dans cette compilation : Sweetest Thing datant de 1987 (une face B de The Joshua Tree) qui a été retravaillée et sortie le 19 octobre 1998. The Best of 1980-1990 a été un grand succès commercial et a été vendu à ce jour à 19,3 millions de copies à travers le monde. Cette première compilation de U2 a reçu dans l'ensemble de bonnes critiques.

## Présentation
Il se présente sous deux formats :
- une édition simple CD incluant les 45 tours de cette époque, auxquels s'ajoutent un titre inédit, Sweetest Thing datant de 1987 (une face B de The Joshua Tree) qui a été retravaillée et sortie en single.
- une édition double CD comprenant en plus de l'édition précédente, un CD de faces B.

Cette première compilation de U2 a été grand succès commercial : 12 millions de copies vendues la première année de sa sortie (19,3 millions à ce jour). Le groupe retrouvait à nouveau son public, après le semi-échec de l'album Pop.

## Pochette
Le jeune garçon sur la couverture qui porte un casque militaire est à nouveau Peter Rowen, le frère du guitariste des Virgin Prunes Dick Rowen. Il figurait déjà sur la pochette du EP Three et des albums Boy et War. La photographie a été réalisée par Ian Finlay.

## Critique
L'avis du NME, le 9 décembre 2005 : « Sans surprise, ce Best of part dans tous les sens... 14 titres qui déboulent avec les spirituellement hyperboliques Pride et New Year's Day puis s'éclipsent avec Angel of Harlem et When Love Comes to Town, qui sont un peu funky comme les Commitments, en un peu plus crédible... De quoi amuser toute la famille. U2 a toujours eu une vision délicieusement déformée de la réalité et, tout en gardant à peine l'équilibre entre cool et gloire à la New Order ou à la Smiths, cette partie de son héritage, au moins, résonne d'un certain degré d'autorité et de sympathie. »

## Réédition
La compilation est rééditée en vinyle le 27 juillet 2018.

## Liste des titres

### Disque 1
Toutes les chansons sont écrites et composées par U2, paroles de Bono.
| No  | Titre                                                                                 | Producteur(s)                              | Durée |
| --- | ------------------------------------------------------------------------------------- | ------------------------------------------ | ----- |
| 1.  | Pride (In the Name of Love) (de The Unforgettable Fire (1984))                        | Brian Eno & Daniel Lanois                  | 3:48  |
| 2.  | New Year's Day (de War (1983))                                                        | Steve Lillywhite                           | 4:17  |
| 3.  | With or Without You (de The Joshua Tree (1987))                                       | Brian Eno & Daniel Lanois                  | 4:55  |
| 4.  | I Still Haven't Found What I'm Looking For (de The Joshua Tree (1987))                | Brian Eno & Daniel Lanois                  | 4:38  |
| 5.  | Sunday Bloody Sunday (de War (1983))                                                  | Steve Lillywhite                           | 4:40  |
| 6.  | Bad (de The Unforgettable Fire (1984))                                                | Brian Eno & Daniel Lanois                  | 5:50  |
| 7.  | Where the Streets Have No Name (de The Joshua Tree (1987))                            | Brian Eno & Daniel Lanois                  | 4:35  |
| 8.  | I Will Follow (de Boy (1980))                                                         | Steve Lillywhite                           | 3:36  |
| 9.  | The Unforgettable Fire (de The Unforgettable Fire (1984))                             | Brian Eno & Daniel Lanois                  | 4:53  |
| 10. | Sweetest Thing (The Single Mix) (single)                                              | Steve Lillywhie, Brian Eno & Daniel Lanois | 3:00  |
| 11. | Desire (de Rattle and Hum (1988))                                                     | Jimmy Iovine                               | 2:59  |
| 12. | When Love Comes to Town (de Rattle and Hum (1988))                                    | Jimmy Iovine                               | 4:17  |
| 13. | Angel of Harlem (de Rattle and Hum (1988))                                            | Jimmy Iovine                               | 3:49  |
| 14. | All I Want Is You / October (titre caché) (de Rattle and Hum (1988) / October (1981)) | Jimmy Iovine /Steve Lillywhite             | 6:31  |

| Titres bonus Japon | Titres bonus Japon      | Titres bonus Japon | Titres bonus Japon | Titres bonus Japon | Titres bonus Japon | Titres bonus Japon | Titres bonus Japon | Titres bonus Japon | Titres bonus Japon |
| No                 | Titre                   | Durée              |                    |                    |                    |                    |                    |                    |                    |
| ------------------ | ----------------------- | ------------------ | ------------------ | ------------------ | ------------------ | ------------------ | ------------------ | ------------------ | ------------------ |
| 15.                | One Tree Hill           | 5:24               |                    |                    |                    |                    |                    |                    |                    |
| 16.                | October (morceau caché) | 2:20               |                    |                    |                    |                    |                    |                    |                    |
| 17.                | A Sort of Homecoming    | 5:29               |                    |                    |                    |                    |                    |                    |                    |
| 69:32              |                         |                    |                    |                    |                    |                    |                    |                    |                    |

### Disque 2 inclus dans l'édition limitée
Toutes les chansons sont écrites et composées par U2, paroles de Bono, sauf exceptions notées.
| No  | Titre                                         | Face B du single                                 | Durée |
| --- | --------------------------------------------- | ------------------------------------------------ | ----- |
| 1.  | The Three Sunrise                             | The Unforgettable Fire, 1985                     | 3:52  |
| 2.  | Spanish Eyes                                  | I Still Haven't Found What I'm Looking For, 1987 | 3:14  |
| 3.  | Sweetest Thing                                | Where the Streets Have No Name, 1987             | 3:03  |
| 4.  | Love Comes Tumbling                           | The Unforgettable Fire, 1985                     | 4:40  |
| 5.  | Bass Trap (Edit version)                      | The Unforgettable Fire, 1985                     | 3:31  |
| 6.  | Dancing Barefoot (Patti Smith / Ivan Král)    | When Love Comes to Town, 1989                    | 4:45  |
| 7.  | Everlasting Love (Buzz Cason / Mac Gayden)    | All I want Is You, 1989                          | 3:20  |
| 8.  | Unchained Melody (Alex North / Hi Zaret)      | All I Want Is You, 1989                          | 4:52  |
| 9.  | Walk To the Water                             | With or Without You, 1987                        | 4:49  |
| 10. | Luminous Times (Hold On to Love)              | With Or Without You, 1987                        | 4:35  |
| 11. | Hallelujah Here She Comes                     | Desire, 1988                                     | 4:00  |
| 12. | Silver and Gold                               | Where the Streets Have No Name, 1987             | 4:37  |
| 13. | Endless Deep                                  | Two Hearts Beat as One, 1983                     | 2:57  |
| 14. | A Room at the Heartbreak Hotel (Edit version) | Angel of Harlem, 1988                            | 4:32  |
| 15. | Trash, Trampoline And The Party Girl          | A Celebration, 1982                              | 2:33  |

## Crédits
| U2 - Bono : chant, guitare - The Edge : guitare, claviers, chœurs - Adam Clayton : basse - Larry Mullen Jr.: batterie, percussions | Autres - Una O'Kane, Nicola Cleary, Aengus O'Connor, Nicholas Milne : cordes sur Sweetest Thing - B. B. King : chant et guitare sur When Love Comes to Town - Bobbye Hall : percussions sur When Love Comes to Town - Rebecca Evans Russell, Phyllis Duncan, Helen Duncan : chœurs sur When Love Comes to Town - Joey Miskulin : orgue sur Angel of Harlem - Benmont Tench : claviers sur All I Want is You |

## Classements et certifications
| Pays                         | Durée du classement | Meilleur classement |
| ---------------------------- | ------------------- | ------------------- |
| Allemagne                    | 48 semaines         | 1er                 |
| Australie                    | 95 semaines         | 1er                 |
| Autriche                     | 87 semaines         | 1er                 |
| Belgique (francophone)       | 49 semaines         | 1er                 |
| Belgique (flamande)          | 84 semaines         | 1er                 |
| Canada                       | 34 semaines         | 1er                 |
| Danemark                     | 4 semaines          | 8e                  |
| Espagne                      | 22 semaines         | 46e                 |
| États-Unis édition standard  | 44 semaines         | 45e                 |
| États-Unis + B-sides         | 12 semaines         | 3e                  |
| Finlande                     | 15 semaines         | 3e                  |
| France                       | 78semaines          | 1er                 |
| Mexique                      | 1 semaine           | 80e                 |
| Norvège                      | 31 semaines         | 2e                  |
| Nouvelle-Zélande             | 30 semaines         | 1er                 |
| Pays-Bas                     | 132 semaines        | 1er                 |
| Royaume-Uni édition standard | 76 semaines         | 4e                  |
| Royaume-Uni + B-sides        | 12 semaines         | 1er                 |
| Suède                        | 38 semaines         | 1er                 |
| Suisse                       | 59 semaines         | 1er                 |

| Pays                         | Ventes      | Certification | Date       |
| ---------------------------- | ----------- | ------------- | ---------- |
| États-Unis Édition standard  | 2 000 000+  | 2 × Platine   | 04/12/1998 |
| États-Unis + B-Sides         | 2 000 000+  | 2 × Platine   | 06/03/2002 |
| Allemagne                    | 500 000 +   | Platine       | 1998       |
| Australie                    | 500 000+    | 8 × Platine   | 2006       |
| Autriche                     | 100 000 +   | 2 × Platine   | 14/01/1999 |
| Belgique                     | 240 000 +   | 6 × Platine   | 2007       |
| Canada                       | 600 000 +   | 6 × Platine   | 15/12/1998 |
| France                       | 600 000 +   | 2 × Platine   | 04/04/1999 |
| Italie                       | 35 000 +    | Or            | 2014       |
| Nouvelle-Zélande             | 90 000 +    | 6 × Platine   | 26/01/2003 |
| Pays-Bas                     | 80 000 +    | Platine       | 1998       |
| Royaume-Uni Édition standard | 1 500 000 + | 5 × Platine   | 08/11/2002 |
| Royaume-Uni +B-sides         | 600 000 +   | 2 × Platine   | 22/07/2013 |
| Suisse                       | 150 000 +   | 3 × Platine   | 2000       |